# Guillermo White
Guillermo White (Dolores, Provincia de Buenos Aires, Argentina, 27 de junio de 1844 - Mar del Plata, Argentina, 11 de febrero de 1926), ingeniero argentino.
Fue uno de los primeros ingenieros argentinos egresado de la Universidad de Buenos Aires, por lo que pertenece al grupo de los así llamados "Doce apóstoles de la ingeniería argentina".
Hijo de don Allen White y de doña Juana Brunel o Brunet, de nacionalidad uruguaya. Su abuelo fue William Porter White, que había llegado a Buenos Aires en 1800 proveniente de Boston, y que promovió fuertemente las Invasiones Inglesas y contribuyó luego con dinero y armas para organizar la escuadra del almirante Guillermo Brown.
El puerto y la localidad, poblada mayoritariamente por pescadores, estibadores y empleados ferroviarios, llevan su nombre como un homenaje dispuesto por el general Julio Argentino Roca, presidente de la república, por decreto del 20 de junio de 1899. 
El presidente Julio Argentino Roca había anunciado con anterioridad tal designación en una de sus visitas a Bahía Blanca, y en presencia del propio ingeniero White. Este es uno de los pocos homenajes que se han hecho en vida a personas ilustres.
Sus restos reposan actualmente en el cementerio de la Recoleta, ubicado en la Ciudad de Buenos Aires.